# Кінель
Кінель (рос. Кине́ль) — місто (з 1944) в Росії, адміністративний центр Кінельського району Самарської області, в минулому був частиною району. З 2004 року  адміністративний центр однойменного міського округу, який не входить до складу району.